# Endemie
Jako endemie či endemický výskyt choroby se v epidemiologii označuje výskyt (zpravidla nakažlivého) onemocnění v určité omezené oblasti, kde se v populaci udržuje i bez přísunu zvenčí. Například plané neštovice či klíšťová encefalitida jsou v Česku endemickými chorobami, zatímco malárie ne. Třebaže se může vyskytnout malý počet nakažených malárií na českém území, jedná se o sporadické zavlečené případy, které nevedou k dalšímu šíření mezi obyvatelstvem. Naproti tomu v jiných zemích mohou být nemoci jako malárie či žlutá zimnice endemické a při cestě do příslušných oblastí (např. tropická Afrika) je třeba počítat s používáním profylaktických léků respektive očkováním.
Pro endemie infekčního původu je typické, že se patogen trvale na daném území vyskytuje (např. paratuberkulóza).
Při nárůstu případů nákazy v populaci přechází endemie v epidemii. Pokud vlna choroby zasáhne velmi rozsáhlé území (světadíl či celou planetu), označuje se jako pandemie.